# 建設銀行大廈 (廈門)

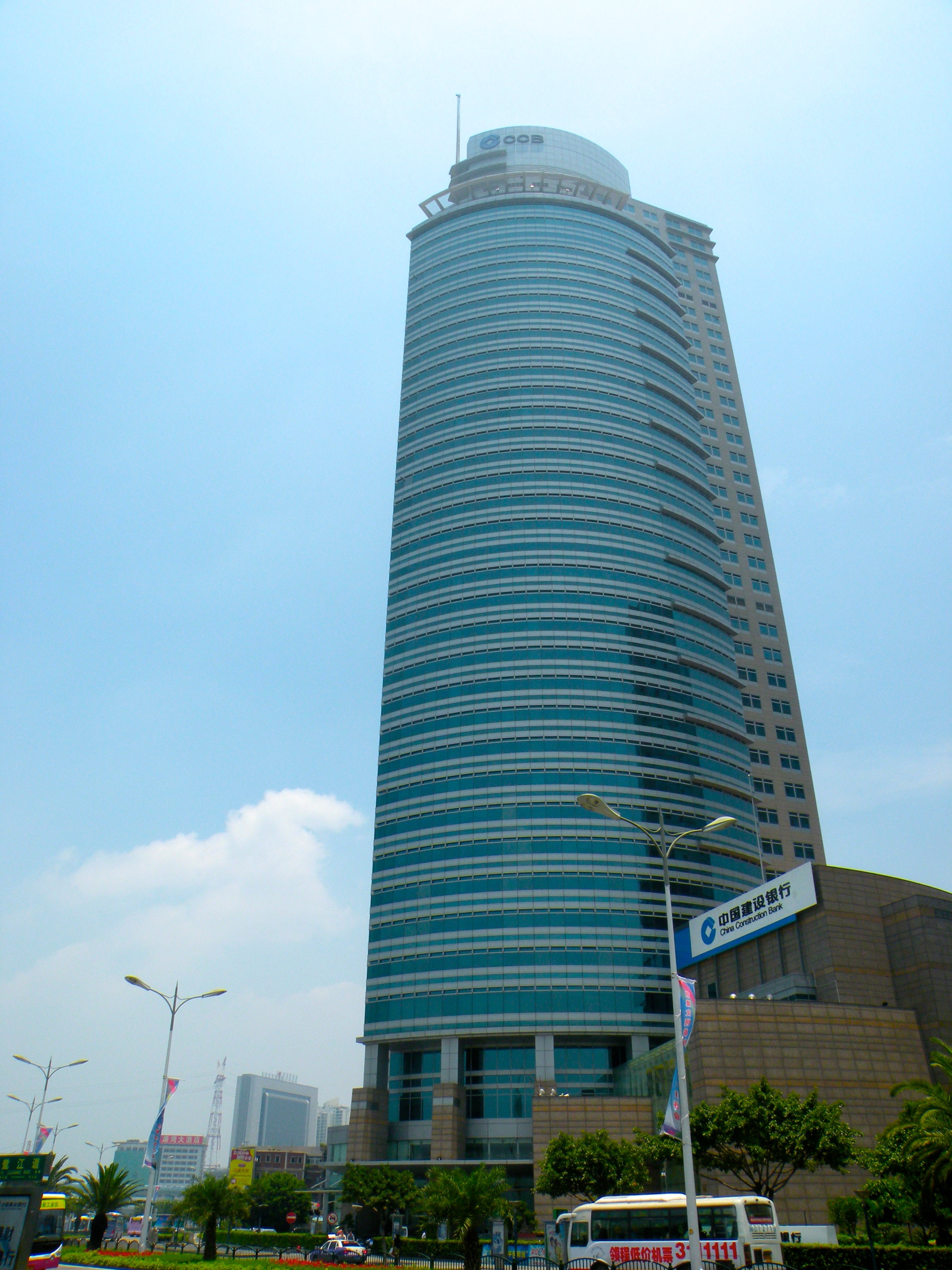
廈門建設銀行大廈

建設銀行大廈是位於中國福建省廈門市的商業大廈，在2003年至2011年為福建最高的摩天樓，臨廈門港海岸線，與鼓浪嶼隔海相望。大廈樓高176米，共地上43層，地下3層。施工方为中建三局第三建设工程有限责任公司，該樓興建時被列為部級示範工程。
樓層面積71000平方米，配備7部三菱电梯，2014年辦公租金約20人民幣每平方米。